# アップアップガールズ（仮）
アップアップガールズ（仮）（アップアップガールズかっこかり）は、日本の女性アイドルグループ。略称は「アプガ」。所属事務所はYU-M エンターテインメント。レーベルはT-Palette Records。

## 概要
2011年春、ハロプロエッグ出身の7名で結成。2012年6月に代表曲『アッパーカット!』を発表。同曲発表以降、楽曲やパフォーマンスが攻撃的な激しいスタイルとなっていった。同年12月にはタワーレコードのアイドル専門レーベルT-Palette Recordsに移籍した。
2014年6月、目標としていた中野サンプラザでの単独ライブを開催。2015年7月には日比谷野外大音楽堂で単独ライブを行った。2016年4月、シングル『パーリーピーポーエイリアン/セブン☆ピース』がオリコン週間ランキング5位にランクインし、同年11月には日本武道館で単独ライブを開催した。
2017年9月、メンバー2名が卒業しグループは5人体制となる。2020年12月、オーディションで選ばれた7名が加入すると共に、同年末をもって4名が卒業。グループは結成時から続ける関根梓と新メンバーによる体制となった。
2023年3月、メンバー2名が卒業。同年12月に関根が卒業し、グループは2020年に加入したメンバーによる体制となる。2025年5月、メンバー4名が卒業。同年夏より青柳佑芽と新メンバーによる体制となる。
「毎日一杯一杯になりながらも“上へ上へ”を目指す」をコンセプトとしアップテンポな楽曲が多い。会場全体を巻き込んだスクワットライブや組体操など、派手な演出と運動量の多いスポーティで破天荒なライブ活動を続ける。また、怪我の防止のためにフィジカルトレーニングを取り入れている。
姉妹グループに、アップアップガールズ（2）、アップアップガールズ（プロレス）があり、2025年には系列グループ合同のメンバー養成制度「UP UP NEW AGE ネオアゲ」が発足した。

## メンバー
| 名前                   | 生年月日（年齢）       | 血液型 | 身長    | 出身地   | 愛称     | 担当カラー | 加入日         | 備考                               |
| ---------------------- | ---------------------- | ------ | ------- | -------- | -------- | ---------- | -------------- | ---------------------------------- |
| 青柳佑芽 あおやぎ ゆめ | 2001年10月26日（23歳） | B型    | 154.5cm | 神奈川県 | ゆめみー | 紫         | 2020年12月17日 |                                    |
| MINA                   | 2001年6月16日（24歳）  | B型    |         | 神奈川県 |          |            | 2025年5月6日   | 「UP UP NEW AGE ネオアゲ」から昇格 |
| MARIN                  | 2001年10月20日（23歳） | O型    |         | 神奈川県 |          |            | 2025年5月6日   | 「UP UP NEW AGE ネオアゲ」から昇格 |

### 旧メンバー
| 名前                       | 生年月日（年齢）       | 血液型 | 身長    | 出身地   | 愛称         | 担当カラー     | 加入日         | 卒業日         | 備考               |
| -------------------------- | ---------------------- | ------ | ------- | -------- | ------------ | -------------- | -------------- | -------------- | ------------------ |
| 仙石みなみ せんごく みなみ | 1991年4月30日（34歳）  | O型    | 149cm   | 宮城県   | みーこ       | 赤             | 2011年3月      | 2017年9月16日  | 元ハロプロエッグ   |
| 古川小夏 ふるかわ こなつ   | 1992年6月5日（33歳）   | A型    | 155cm   | 神奈川県 | こなっちゃん | ピンク         | 2011年3月      | 2020年12月31日 | 元ハロプロエッグ   |
| 森咲樹 もり さき           | 1993年10月12日（31歳） | O型    | 165cm   | 静岡県   | もりてぃ     | 緑             | 2011年3月      | 2020年12月31日 | 元ハロプロエッグ   |
| 佐藤綾乃 さとう あやの     | 1995年1月7日（30歳）   | A型    | 152cm   | 神奈川県 | あやのん     | 紫             | 2011年3月      | 2017年9月16日  | 元ハロプロエッグ   |
| 佐保明梨 さほ あかり       | 1995年6月8日（30歳）   | AB型   | 162cm   | 東京都   | あかり       | 黄色           | 2011年5月3日   | 2020年12月31日 | 元ハロプロエッグ   |
| 関根梓 せきね あずさ       | 1996年6月14日（29歳）  | AB型   | 153.5cm | 長野県   | せっきー     | オレンジ 赤    | 2011年3月      | 2023年12月30日 | 元ハロプロエッグ   |
| 新井愛瞳 あらい まなみ     | 1997年11月19日（27歳） | B型    | 153cm   | 群馬県   | まぁな       | 青             | 2011年3月      | 2020年12月31日 | 元ハロプロエッグ   |
| 古谷柚里花 ふるや ゆりか   | 2000年1月23日（25歳）  | B型    | 162cm   | 東京都   | ゆっか       | ロイヤルブルー | 2020年12月17日 | 2025年5月11日  |                    |
| 鈴木芽生菜 すずき めいな   | 2000年1月30日（25歳）  | AB型   | 161.2cm | 東京都   | めいな       | 緑             | 2020年12月17日 | 2025年5月11日  |                    |
| 工藤菫 くどう すみれ       | 2001年1月15日（24歳）  | A型    | 164cm   | 兵庫県   | すーみん     | モカ色         | 2020年12月17日 | 2023年3月31日  | 元choco☆milQ       |
| 鈴木あゆ すずき あゆ       | 2001年5月16日（24歳）  | AB型   | 162cm   | 東京都   | あゆぴ       | 黄色           | 2020年12月17日 | 2023年3月31日  | 元アイドルカレッジ |
| 小山星流 こやま せいな     | 2001年6月2日（24歳）   | O型    | 154.5cm | 東京都   | せいちゃん   | オレンジ       | 2020年12月17日 | 2025年5月11日  |                    |
| 住田悠華 すみだ はるか     | 2005年1月19日（20歳）  | 不明   | 158cm   | 東京都   | はるきゅん   | ピンク         | 2020年12月17日 | 2025年5月11日  |                    |

## 特徴

### グループ名
「アップアップガールズ（仮）」というグループ名の意味は「毎日一杯一杯になりながらも“上へ上へ”を目指している」というものである。（仮）とは「まだ頑張ってる最中でいろいろな可能性もあるという」意味であり、（仮）まで含めて正式名称である。また、命名はイベント出演時の誤植に由来する（後述）。
2012年当時、グループは（仮）を取ることを目標としており、メジャーデビューの際に（仮）が取れる可能性が示唆されていた。しかし、タワーレコード代表取締役社長の嶺脇育夫はメジャーデビューの際に（仮）を取ることに対し懐疑的な見方を示しており、メジャーデビューはそれほど難易度が高くないことなどから、（仮）を取る際のハードルをさらに高いところに設定したほうがよいと考えていた。また、フリーライターの南波一海も（仮）を取ることに否定的な見方を示している。メンバーの森咲樹は（仮）について「もはや愛着が湧いてきてる」等発言しており、同じくメンバーの古川小夏も「なくなったら寂しい」としているが、メンバー全体としては（仮）を取りたいと考えていた。

### 楽曲
アップテンポな楽曲が多い。南波一海は楽曲について「“前へ、前へ”というアグレッシヴな姿勢」と評し、土屋恵介は「歌もダンスもサウンドも攻めまくり」と評している。楽曲のジャンルはEDM、クラブミュージックが目立つが、その他幅広いジャンルの楽曲が存在する。楽曲を主に制作しているのはmichitomoで、初のオリジナル曲『Going my ↑』（2012年4月）を制作して以降、リミックス、アルバムのマスタリング、ライブ音源の制作にも携わっている。また、michitomoが制作した『UPPER ROCK』（2012年）は、「EDM」「攻撃的」といったグループの方向性を示すものとなった。土屋は、michitomoとPandaBoY（アッパーカット!他）・fu_mou（夕立ち!スルー・ザ・レインボー他）を合わせ「アプガ作家の3本柱」としている。また、NOBEも『バレバレI LOVE YOU』などアップアップガールズ（仮）の多くの楽曲で作詞を担当している。
一方、振り付けの多くは竹中夏海によるもの。竹中は2011年夏より開催された「黒船公演」のプロデュースを行い、デビュー曲『Going my ↑』から2018年発売『5thアルバム（仮）』まで、ほぼ全ての楽曲の振り付けを担当していた。2016年以降は、メンバーの古川が振りを付けることもあった。

### フィジカルトレーニング
アップアップガールズ（仮）は、2013年冬より定期的にフィジカルトレーニングを行っている。トレーニングを行うきっかけとなったのは、同年12月に行われたアップアップガールズ（仮）アプガ第二章（仮）大晦日イブイブイブ決戦 〜CLUB CITTA'〜であった。同ライブのセットリストは、1時間以上パフォーマンスを連続して行うなどハードなものとなっており、それに耐えられる体作りをする必要があった。また、アップアップガールズ（仮）のスタッフは、パフォーマンス中にメンバーが怪我することをできるだけ防止したいと考えており、それもトレーニングを行う理由となっている。トレーニングを担当しているのは『ボディプラント六本木』代表の足立光である。

### ライブ
ライブは「物語性の強い振り付けをアスリートばりの運動量で魅せる」と評される。また、メンバーはライブを戦いの場であると考えており、ライブのことを「決戦」と呼ぶことがある。
2024年より、演出にダンスパフォーマンス集団梅棒の塩野拓矢を迎え、セットリストの固定化、ライブ中の組体操やサークルモッシュの導入など、エンターテインメント性の高いステージングを試みている。また、古川小夏もパフォーマンス指導として携わる。派手な演出と運動量の多いスポーティで破天荒なライブ活動を続けている

#### ノンストップライブ
2013年末開催のライブ『アプガ第二章（仮）大晦日イブイブイブ決戦 〜CLUB CITTA'〜』において1時間連続パフォーマンスを披露。2014年には、2時間ノンストップライブ『アップアップガールズ（仮）ライブハウスツアー2014 ハイスパートキングダム』を開催した。2時間ノンストップライブは2015年にも行われている。同ライブは1トラック2時間で、その間のMCや休憩時間がほぼ無いのが特徴。ライブは1日2公演行われるため、1日あたり4時間のノンストップライブが披露されることになる。同ライブについて原田和典は「熱く激しいアイドルとして名を轟かすアプガが、その熱さ激しさを極限まで表現する」と評価し、ファンドリーは「体育会系アイドルで圧倒的な体力を誇る、アプガだからこそできるライブ」と評価している。2018年12月には、8時間におよぶ全曲フルコーラスライブも行われた。

### 衣装
衣装にはトレードマークである（仮）マークが入っている。8人体制となった2021年からは、よりデザイン化された（仮）マークが使われている。

## 略歴

### ハロプロエッグ時代
結成時のメンバー7人（仙石みなみ・古川小夏・森咲樹・佐藤綾乃・佐保明梨・関根梓・新井愛瞳）は、ハロー!プロジェクト（ハロプロ）の研修生『ハロプロエッグ』出身である。仙石・古川・森・佐保・関根・新井は2004年にハロプロエッグのメンバーとなり、佐藤は2009年にハロプロエッグに加入した。
その後2010年にハロプロエッグの体制に大きな変更が入ることになり、同年7月にはハロプロエッグメンバーに対し「高1以上のメンバーは（ハロプロエッグに）残れない」「中3以下のメンバーは選抜で残るかどうか決められる」という通達があった。
| 名前             | 仙石 | 古川   | 森     | 佐藤   | 佐保   | 関根   | 新井   |
| 身分もしくは年齢 | 19歳 | 高校生 | 高校生 | 高校生 | 中学生 | 中学生 | 中学生 |

2010年10月頃、中学校3年生以下のメンバーに対し、ハロプロエッグに残留するメンバーが発表された。関根・新井が残留出来なかった一方で佐保はこの時点では残留することになったが、結局は中学校卒業時にハロプロエッグを卒業することとなった。11月28日には、ハロプロエッグとして事実上最後となる新人公演『2010 ハロー!プロジェクト新人公演11月 〜横浜JUMP!〜』が横浜BLITZにて行われた。
後のアップアップガールズ（仮）のメンバーはハロプロエッグ時代に、仙石が『音楽ガッタス』としてCDデビュー、佐保が『しゅごキャラエッグ!』としてメジャーデビューするなどの出来事があったが、ハロー!プロジェクトのメンバーとしてデビューするという目標を達成することはできず、ハロプロエッグから去ることになった。

### アップフロントガールズ（仮）結成へ
元スマイレージマネージャーで、アップフロントガールズ（仮）結成のキーパーソンとなった山田昌治は、かつて自社（アップフロントエージェンシー）のタレントである里田まいの才能について気づいていなかった。しかし里田はクイズ!ヘキサゴンIIへの出演をきっかけにブレイクしていった。テレビ局に対する宣伝を担当していた山田はそのことに驚くとともに「タレントについて見えている部分が狭すぎた」と反省していた。そんな折に山田はハロプロエッグのメンバーが研修課程を修了すると知り、同メンバー達のまだ気づかれていない才能を掘り起こしたいと考えた。
一方、当時のアイドルに関する環境としては、以下のような事項が挙げられた。
1. ソロ歌手にとって苦しい環境である[78]。
2. 激動の渦の中にあり「アイドル戦国時代」と呼ばれる時代であった[77]。

1.のような理由から、ソロアイドルではなくアイドルグループを結成することにした山田は、メンバー構成も頭の中に描いていた。仙石・古川・森・佐保の4名については、研修課程を修了したハロプロエッグメンバーの中では知名度・イベント出演頻度が高かったことなどからメンバーに選んだ。佐藤・関根・新井の3名については最後の新人公演を見た上で、ハロプロエッグマネージャーの大澤にもアドバイスを求め、メンバーに選んだ。アップフロントガールズ（仮）は、グループとしてメンバーのバランスが考えられたわけでは無く、ハロプロエッグを卒業したメンバーの受け皿となるプロジェクトとして構想されていたが、結成以降は1つのグループとして活動していくことになる。
また山田は、2.のような理由から、既存のアイドルグループとは別の売り出し方を考えていた。関根によれば、結成の際、所属事務所から「今までのハロプロとは全然違うことをやっていく」と言われたという。

### 2011年
前半
3月または4月、仙石・古川・森・佐藤・関根・新井の6名により、更なるステップアップを目指すために『アップフロントガールズ（仮）』が結成された。
4月2日、レギュラー番組『アップフロントガールズ』の放送が開始され、5月1・3日には、アップフロントガールズ（仮）としての初のイベント公演を開催。5月3日、同イベントの第4回公演において、佐保の加入がサプライズで発表された。佐保の加入により「グループの雰囲気が結構ガラッと変わりました」と森は評価している。メンバーは5月3日を結成記念日としているが、前述のテレビ番組『アップフロントガールズ』の第1回の収録日を結成日とする説もある。また、森咲樹がNHK Eテレ『Rの法則』にR'sメンバーとして出演を始めている。
後半
夏、音霊 OTODAMA SEA STUDIOで行われた『こんなにも近いのか!?2011海の日週末』に出演した際、グループ名が「アップアップガールズ（仮）」と誤って記載された。その後、2011年6月27日に行われたUSTREAMの生放送中に『アップフロントガールズ（仮）』から『アップアップガールズ（仮）』に改名されることが発表され、誤って記載されたものが正式名称となった。
7月21日にはハロー!プロジェクトの楽曲などをカバーする『アップアップガールズ（仮）レギュラー公演』を開始した（同公演は翌2012年4月27日までに74回行われた）。12月、佐保明梨がNHK Eテレ『Rの法則』R'sメンバーに決定。
この頃はオリジナル曲が無くハロプロ関係の楽曲をライヴで披露するのが最大の特徴とされていた。よってライブでの観客の盛り上がりは、グループではなくカバー曲の力によるものだと古川・新井などのメンバーは考えていた。後に仙石は「ハローの曲をやることが悔しいとかじゃなくて、ハローを辞めさせられたのにハローの曲をお借りして、ライブをやったら、やっぱりハローの曲だから盛り上がっちゃうっていうところがすごい悔しかった。」と述べている。
その後、12月15日に初のオリジナル曲（仮）が制作されていることが発表された。

### 2012年
前半
1月25日、レギュラー番組『上々少女's』がテレ朝動画にて配信開始。また春からは、関根梓がNHK Eテレ『テストの花道』にベンブ部員として出演を始めている。
3月31日、初のインディーズCDシングル『Going my ↑』をアップフロントワークスより発売した。4月28日、ニコニコ超会議に初出演し℃-ute、スマイレージと共演。
6月、後に代表曲と評されるようになった『アッパーカット!』を発表。同曲はアップテンポでハイテンションな曲調で、パフォーマンスも激しいものとなっている。フリーライターの南波一海は同曲リリース以降に「認知度が一気に上がったように思える」としている。また、グループの方向性が「“前へ、前へ”という」攻撃的なものに変化し、楽曲のテンポが速くなり、パフォーマンスについても「よりダイナミック」になったとしている。仙石は「この曲から私たちの攻撃態勢が始まったんじゃないかな」としている。また、11月発売の『UPPER ROCK』は「アプガ＝EDM」「アプガ＝攻撃的」といったイメージの起源となり、アップアップガールズ（仮）の独自路線をより確立していくこととなった。
7月1日、新木場STUDIOCOASTにて初開催された『アイドル横丁夏祭り!!〜2012〜』に出演。
後半
8月4日・5日、2011年には出演できなかった『TOKYO IDOL FESTIVAL』(TIF)に初めて出演した。続いて8月11日には国立代々木競技場第一体育館で行われた『IDOL NATION』に出演し、これまでで最大規模の会場でのライブイベント参加となった。古川によると、2012年の夏は「アッパーカット!」「対バンライブ」への出演という要素により、グループとしての特徴が表れ始め「グループのあり方が見えてきた」という。
9月2日、初の単独ライブアップアップガールズ（仮） 1st LIVE 代官山決戦（仮）が代官山UNITにて行われた。同ライブでは、年末よりタワーレコードのアイドル専門インディーズレーベル「T-Palette Records」への参加（移籍）がサプライズで発表され、12月5日、同レーベルに参加後初のCDシングルを発売。CDのリリースは8か月連続となった。
T-Palette Records代表の嶺脇育夫は、アップアップガールズ（仮）が同レーベルに参加することになった経緯について、以下のように説明している。ハロー!プロジェクトのファンである嶺脇は、アップアップガールズ（仮）のメンバーがハロプロエッグの研修課程を修了した際「どうなっちゃうんだろう」と気にかけていた。その後、アップアップガールズ（仮）がマップ劇場でレギュラー公演を行っていたころ、嶺脇はT-Palette Recordsを立ち上げ、アップアップガールズ（仮）と仕事できないかと考えていた。さらにその後、2012年4月にアップアップガールズ（仮）が自社レーベルからCDをリリースしたため、嶺脇は「ウチと組めば流通の広がりが持てる」と考え、親交のあるアップアップガールズ（仮）マネージャーの山田にオファーし、T-Palette Recordsへの参加が決まった。

### 2013年
前半
1月6日、中野サンプラザで行われたハロー!プロジェクトのコンサートにゲスト出演した。同公演では「ハロプロエッグを辞めさせられて」という仙石の一言が観客の笑いを呼ぶ一幕もあった。1月30日には、初のアルバム『ファーストアルバム（仮）』をリリースした。
2月24日から4月6日まで、『TOWER RECORDS Presents アップアップガールズ（仮）対バン行脚（仮）』開催。これは、ローカルアイドルと対バンし、3回目の単独ライブを成功させるための試練であった。また、土屋恵介によれば「スキルも身につけたテクニカルなグループへと成長していく」きっかけとなったという。
3月1日、月刊『De☆View』4月号の表紙、巻頭インタビュー掲載。
3月14日、仙石みなみが『週刊ヤングジャンプ サキドルエースSURVIVAL』で優勝し、同誌にてメンバーと共にセンターグラビア掲載。
4月13日、3回目の単独ライブ『アップアップガールズ（仮） 3rd LIVE 横浜BLITZ大決戦（仮）』が横浜BLITZにて行われた。横浜BLITZはハロプロエッグとして事実上最後の公演となる新人公演が2年半前に行われた場所であり、メンバーにとって思い入れのある会場である。同ライブ以降、アップアップガールズ（仮）は「第二章」として、攻撃的な面だけでなく、表現力・技術力を上げることを目標とするようになった。
6月23日、Zepp DiverCity Tokyoで行われた『@JAM 2013』に初出演。
後半
7月、映画『讐 〜ADA〜』公開。また昨年に続き、佐藤綾乃が『京王アミューズメントパスポート』広告モデルに起用されている。
7月27日・28日に行われた『TOKYO IDOL FESTIVAL 2013』(TIF2013)・8月10日に行われた『IDOL NATION 2013』に昨年に引き続き出演。TIF2013では、昨年出演できなかったHOT STAGE（メインステージ）に出演し、IDOL NATION 2013では、オープニングアクトではなくメインアクトとして出演した。さらに、『ROCK IN JAPAN FESTIVAL 2013』（8月3日）・『SUMMER SONIC 2013』（8月11日）といったロック・フェスティバルにも出演した。
8月13日から9月16日まで、初の単独ライヴハウス・ツアー開催。同ツアーの中で、8月31日に行われた横浜BLITZでの公演は「横浜リベンジ決戦」というサブタイトルを冠して開催した。横浜リベンジ決戦は、4月に行われた横浜BLITZでの公演でチケットが完売しなかったため開催されたものだが、横浜リベンジ決戦では会場が満員となった。
9月20日、月刊『フォトテクニック デジタル』表紙掲載。ライブでのメンバーの躍動感あふれる姿が撮影された。
2013年はシングルを合計8枚リリースし「今年もハイペースなリリース」となった。また、ライブの出演回数は2012年を上回るものとなった。

### 2014年
前半
1月28日、仙石みなみが『ヤングアニマル NEXTグラビアクイーン』グランプリを受賞。
2月19日、2枚目のアルバム『セカンドアルバム（仮）』発売。同アルバムには『チョッパー☆チョッパー/サバイバルガールズ』から『Starry Night/青春ビルドアップ』までのシングル8枚の曲の他、初回限定盤にはこれまでCD音源化されていなかった楽曲等が収録されている。また、「アップアップガールズ（仮）は一体何と戦っているんだ!!」をテーマに、CDジャケットのコラージュがSNSに多数投稿され話題となった。
3月21日より、全国ツアー『アップアップガールズ（仮）1st全国ツアー アプガ第二章（仮）進軍〜中野に向かって〜』を開催。
5月2日、『ヤングガンガン』に全員での初水着グラビア掲載。
5月13日、SHOWROOMにて『アップアップガールズ（仮）の戦場（仮）』配信開始。
6月1日、単独ライブ『アップアップガールズ（仮）1st全国ツアー アプガ第二章（仮）進軍〜中野サンプラザ 超決戦〜』が、ハロー!プロジェクトの聖地中野サンプラザで行われた。アップアップガールズ（仮）のメンバーはハロプロエッグに所属していた当時、バックダンサーとして同会場で行われたハロー!プロジェクトのコンサートに出演しており、メンバーは同会場で単独ライブを行うことを目標としてきた。同公演では、メンバーの森・佐保・新井が日本武道館でのライブ開催を目指すと宣言した。
後半
7月1日から始まった2014年の夏は、8月31日に横浜アリーナで行われたアイドルフェス『@JAM EXPO 2014』で終了した。その間『TOKYO IDOL FESTIVAL 2014』『ROCK IN JAPAN FESTIVAL 2014』など計52本のライブに出演し、中でも、8月6日から7日にかけては、富士登山を決行し山頂で「全力!Pump Up!!」を披露した。
8月20日、月刊『フォトテクニック デジタル』表紙掲載。
10月11日、テレビ朝日『アイドルお宝くじ』に初出演。
11月4日に発売されたT-Palette Records参加後12枚目のシングル『Beautiful Dreamer/全力!Pump Up!! -ULTRA Mix-/イタダキを目指せ!』では、オリコン週間ランキング10位以内・売上枚数1万枚以上を目標として設定したところ、7位（売上枚数は約1.5万枚）にランクインしグループ史上最高位を記録。

### 2015年
前半
3月16日、新井愛瞳が『ビッグコミックスピリッツ』に表紙巻頭グラビア掲載。
3月17日、3枚目のアルバム『サードアルバム（仮）』発売。同アルバムには、『虹色モザイク/ENJOY!! ENJO(Y)!!』から『Beautiful Dreamer/全力!Pump Up!! -ULTRA Mix-/イタダキを目指せ!』までの4枚のシングル曲と、新曲4曲・リミックスを収録。続いて、3月26日からは同アルバムを引っ提げて『アップアップガールズ（仮）全国47都道府県ツアー2015 RUN!アプガRUN! ダッシュ』が行われた。
4月6日より、森咲樹がテレビ東京『チャージ730!』にレギュラー出演。また5月には、2チームに分かれてホノルル駅伝に参加し、2チームとも約42キロメートルを完走した。ホノルル駅伝には翌2016年も参加し完走している。
後半
7月5日、日比谷野外大音楽堂にて『アップアップガールズ（仮）47都道府県ツアー 〜RUN!アプガRUN!ダッシュ アプガの夏!野音の夏!』を開催。同会場のキャパシティは、前年に公演が行われた中野サンプラザを超え、グループにとって最大となる3000人超である。全国47都道府県ツアーはセットリストを変更して7月22日に再開され、11月15日に2015年分の公演が終了した。
11月16日、新井愛瞳の写真集『セブンティーンズ・ブルー』が小学館より発売。

### 2016年
前半
1月16日に再開された全国47都道府県ツアーは、3月13日に全公演が終了した。同ツアーの公演数は80公演となった。続いて3月26日から6月19日までツアー『アップアップガールズ（仮）ライブハウスツアー2016 “The Seven LIVE Alien”』が行われた。4月24日に新宿BLAZEで行われた同ツアーの公演では、11月8日に日本武道館で単独公演を行うことが発表された。さらに、6月12日から7月3日までツアー『アップアップガールズ（仮）Zepp ツアー “The Seven PARTY LIVE Alien”』が行われた。
一方、4月5日にはシングル『パーリーピーポーエイリアン/セブン☆ピース』を約1年半ぶりにリリースし、オリコンデイリーランキング1位を獲得。同週間ランキングでは5位で、順位・枚数とも自己最高を記録した。
後半
10月5日から27日まで、ライブツアー『アップアップガールズ（仮）Road to 武道館 LIVE!LIVE!LIVE!』を、東京・宮城・大阪・愛知にて開催。そのさなか10月11日には、シングル『!!!!!!!!/君という仮説』を発売。そして迎えた11月8日、日本武道館にて単独公演『アップアップガールズ（仮） 日本武道館超決戦 vol.1』を開催した。併せて「アップアップガールズ（2）（あっぷあっぷがーるずかっこにき）」オーディションの開催を発表。

### 2017年
1月22日、品川ステラボールにて行われたタワーレコード感謝祭において、森咲樹がアームレスリング大会三連覇を達成。
2月12日、バンコクで行われた『JAPAN EXPO THAILAND 2017』に出演、4月16日より全国12会場を巡るライブハウスツアーを開催した。
4月28日、仙石みなみ、佐藤綾乃のグループ卒業を発表。
5月9日、シングル『アッパーディスコ/FOREVER YOUNG』発売、MVでは結成間もないアップアップガールズ（2）と共演。
5月29日、DDTプロレスリングとのコラボレーションによる新プロジェクト、アップアップガールズ（プロレス）オーディションの開催を発表。8月12日、オーディション合格者として、みう・らく・ひなの・ひかりの4名が発表された。8月27日、@JAM EXPO 2017にてアップアップガールズ（プロレス）がライブステージデビューし、デビュー曲『アッパーキック!』を初披露した。
6月、古川小夏がアップアップガールズ（2）デビュー曲『Sun!×3』の振付を担当。古川はアプガグループだけでなく、MELiSSAなど他のアイドルへも振付を提供している。
7月17日、東京・Zepp Tokyoにて全国ツアー『ライブハウスツアー2017 アップアップガールズ（仮）∞ Lives Change & Evolution』のファイナル公演を行った。
7月29日、『六本木アイドルフェスティバル 2017』に初出演。
8月29日、2年半振りとなるアルバム『4thアルバム（仮）』発売。仙石と佐藤が参加する7人としては最後のCDリリース。初回限定盤にはメンバー7人分のソロ楽曲を収録。
9月12日、待ち望まれていたアンジュルムとのツーマンライブを、Zepp DiverCity Tokyoにて開催。
9月15日、仙石と佐藤にとってのラストライブ『アップアップガールズ（仮）これが私達の生きる道〜 Way of Our Life 〜』をZepp Tokyoにて開催。翌16日、AKIBAカルチャーズ劇場にて仙石と佐藤のアップアップガールズ（仮）ラストイベントを開催。同日をもって、仙石みなみ、佐藤綾乃が卒業。
11月5日から12月3日まで、5人体制初のワンマンライブツアー『KA-Re:START』を東京、大阪、名古屋にて開催。
11月28日、シングル『上々ド根性/Be a Girl』発売。MVではスズメバチ駆除に挑戦し、5人体制の門出を飾った。

### 2018年
2月3日、『アップアップガールズ（仮）原点回帰ツアー ド根性〜原点にカエル〜』を開始。ツアーでは『ど根性ガエル』とのコラボレーションが行われた。
5月13日、『アップアップガールズ（仮）7周年ツアー 〜Still Goes On!!〜』を開始。
6月19日、『5thアルバム（仮）』発売。
7月7日、姉妹グループとの合同イベントとして『アップアップガールズ（フェス）』を初開催。続く14日には、ハロプロエッグ時代からの盟友、チーム・負けん気として最後のライブも行われた。
11月6日、シングル『愛愛ファイヤー!!/私達(with friend)』を発売、MVにはエキストラとしてファンが参加している。
12月27日、Zepp Tokyoにて『アップアップガールズ（仮）全曲ライブ〜Live of All Songs 立ち続ける事〜』敢行。全81曲をフルコーラスで披露し、8時間を超えるライブとなった。
12月31日、パシフィコ横浜にて行われた『第2回ももいろ歌合戦』に初出演。

### 2019年
1月25日より、『JAPAN EXPO THAILAND 2019』に出演。
2月19日、シングル『アゲノミクス!!/キミロス/阿破乱舞』発売。
3月末、2013年5月から6年に渡り配信された、ニッポン放送『アップアップガールズ（仮）のオールナイトニッポン』シリーズが最終回を迎えた。
5月3日、『アップアップガールズ（仮）ライブハウスツアー2019 5 to the 5th Power』を開始。
6月25日、シングル『Da Dan Dance!/ヒート ビート アイランド/5 to the 5th Power』発売。
7月、新井愛瞳がUber EatsのCMに起用され話題となるなか、7月15日『アップアップガールズ（フェス）』開催。
8月4日、開催10周年を迎えた『TOKYO IDOL FESTIVAL 2019』に出演。グランドフィナーレ「TIF10周年スペシャルメドレー」には、佐保と関根が参加し『アッパーカット!』も歌われた。
10月27日、『アップアップガールズ（仮）5 to the 5th Power 底なしの一体感』を新宿BLAZEにて開催。
12月10日、シングル『It's Up To You/HAPPY NAKED!!/BIG BANG』発売。通算27枚目となる本作が、5人体制ラストシングルとなった。また、年末には古川小夏がダイエット成功を報告している。
12月31日、横浜アリーナにて行われた『第3回ももいろ歌合戦』に出演。

### 2020年
2月15日、『アップアップガールズ（仮）ライブツアー2020一体感!』を開始。
3月に入り、新型コロナウイルス感染症拡大に伴う自粛期間となるなか、アプガ公式通話アプリ「UPUPGIRLS For U（現在はYU☆M For U）」によるオンライン特典会を開始。
7月11日、およそ4ヶ月の公演休止を経て、感染対策を講じた『ライブツアー2020 NEW! LIVE! STYLE!』を開始。
9月26日、『アップアップガールズ（仮）ENDLESS SUMMER in 日比谷野音』を開催。グループが新体制に移行するにあたり、新メンバーオーディションを開催することを発表。
10月23日、古川小夏、森咲樹、佐保明梨、新井愛瞳のグループ卒業を発表。
11月10日、5人体制最後の作品となる『6thアルバム（仮）』発売。
12月17日、5人体制でのラストライブ『アップアップガールズ（仮）FIVE SOUL FOREVER』をZepp Tokyoにて開催し、新メンバーとなった、古谷柚里花、鈴木芽生菜、工藤菫、鈴木あゆ、小山星流、青柳佑芽、住田悠華の7名をお披露目。これに続き、卒業メンバーそれぞれのラストイベントも開催された。
12月31日、グランドプリンスホテル新高輪「飛天」より放送された『第4回ももいろ歌合戦』には、アップアップガールズ（仮）12人で出演。同日をもって、古川小夏、森咲樹、佐保明梨、新井愛瞳が卒業。グループは関根梓に新メンバーを加えた8人体制となった。

### 2021年
1月3日、『NewYear Premium Party 2021』 に出演。新体制初ステージ。
1月7日、新メンバーが使用するアメーバブログアカウントを新たに開設。
2月28日、東京・Veats Shibuyaにて8人体制初のワンマンライブ『アップアップガールズ（仮）ここから始まる右肩上がり〜Going my↑〜』を開催。
4月3日、東京・表参道GROUNDにて『アップアップガールズ（仮）みんなのことが、バレバレI LOVE YOU』を開催。以後、同会場で定期的に単独ライブを行っている。
5月3日、新宿BLAZEにて『アップアップガールズ（仮）秩序のない世界にアッパーカット!』の開催が予定されていたが、新型コロナウイルス感染症による緊急事態宣言を受け中止となった。
5月22日、配信ライブ『アップアップガールズ（仮）お願い魅惑のStreaming LIVE』を開催。
7月3日、幕張海浜公園で開催された『超NATSUZOME 2021』に初出演。
7月27日、シングル『一歩目のYES!/宣戦 Brand New World!』発売。
9月28日、ダイノジとの共同企画「ダイノジ × アップアップガールズ（仮）アプガのヤバイ楽曲コンテスト」の受賞楽曲が決定。
11月4日、青柳佑芽がフジテレビ系『アウト×デラックス』に出演。
11月27日、表参道GROUNDにて『アップアップガールズ（仮）Road to クラブチッタ そろそろソロで歌いたい』を開催。
12月19日、川崎CLUB CITTA'にて『アップアップガールズ（仮）2021 End of the Year』を開催。
12月31日、日本武道館にて行われた『第5回ももいろ歌合戦』に出演。

### 2022年
1月1日、チャレンジ企画「アプガのヤバイ1か月」を開始。
1月8日、東名阪ツアー『アップアップガールズ（仮）2022年 WE ARE イチバンガールズ！』を開始。
1月25日、ミニアルバム『アプガヤバイ』発売。29日には、栃木県岩船山にて「爆破ライブ」を行った。
3月6日、YouTubeチャンネルにて「1日でMV6本撮影できんのか！？」と題して終日生配信。
3月18日、2016年11月から5年4か月に渡り放送された、ラジオ日本60TRY部内『アップアップガールズ（仮）のガチアゲフィーバー』が最終回を迎えた。
5月3日、新宿BLAZEにて『アップアップガールズ（仮）〜アップアップROCK!!〜 / 〜スーパーチョッパーチョッパー〜』を開催。
6月18日、『アップアップガールズ（仮）ツアー2022 〜アップROCKチョッパー〜』を開始。
7月16日、山中湖交流プラザ きららで開催された『SPARK 2022 in YAMANAKAKO』に初出演。
9月23日、ツアーファイナル公演にて、体調不良により6月から活動休止していた関根が登壇し復帰を報告。
11月17日、工藤菫が『週刊ヤングジャンプ サキドルエースSURVIVAL SEASON12』で優勝し、同誌にて表紙巻頭グラビア掲載。
12月3日、横浜ベイホールにて『アップアップガールズ（仮）サバイバルアップアップガールズ』を開催。
12月27日、シングル『立ち上がループ/パリガッ/プールサイドモンスター 〜情熱編〜』発売。

### 2023年
2月11日、工藤菫、鈴木あゆのグループ卒業を発表。
3月18日、『アップアップガール（仮）Way of Our Life〜工藤菫 卒業SP〜 / 〜鈴木あゆ 卒業SP〜』の2公演を新宿ReNYにて開催。これに続き25日には2人のラストイベントも開催され、3月31日をもって、工藤菫、鈴木あゆが卒業。
8月31日、集英社『週刊ヤングジャンプ サキドルエース SURVIVAL SEASON13』に鈴木がエントリー。
12月23日、関根梓のグループ卒業を発表。
12月30日、川崎CLUB CITTA'にて『アップアップガールズ（仮）2023 LIVE La la la LAST DANCE』を開催。同日をもって、関根梓が卒業。グループは2020年に加入したメンバーによる5人体制となった。

### 2024年
5月3日、GOTANDA G4にて『アップアップガールズ（仮）13th Anniversary LIVE あいどる道中 Be Dash!!』を開催。
7月15日、Veats Shibuyaにて『アップアップガールズ（フェス）2024』を開催。
10月23日、1stEP『Again!』発売。
11月18日、「アップアップガールズ 新グループメンバーオーディション」の開催を発表。
12月30日、渋谷ストリームホールにて『アップアップガールズ（仮）2024総決算ライブ！Up!Guts!!アプガ!!』を開催。

### 2025年
3月9日、アップアップガールズのメンバー養成制度「UP UP NEW AGE ネオアゲ」が発足。
3月24日、古谷柚里花、鈴木芽生菜、小山星流、住田悠華のグループ卒業を発表し、残る青柳佑芽に新メンバーを加えた新体制で引き続き活動を継続していくこととなった。
3月25日、新体制に向けたオーディション「アップアップガールズ（仮）新メンバーオーディション2025」を開始。
5月3日、原宿RUIDOにて『アップアップガールズ（仮）14th Anniversary LIVE〜It's Up To me 心から愛を込めて〜』を開催。
5月6日、5人体制でのラストライブ『アップアップガールズ（仮）Anniversary LIVE FOREVER YOUNG〜それぞれの人生が正解ですっ！〜』を東京・飛行船シアターにて開催されると共に、「UP UP NEW AGE ネオアゲ」で活動してきたMINAとMARINの加入が発表された。また、これに続き11日には卒業する4人のラストイベントも開催され、同日をもって、古谷柚里花、鈴木芽生菜、小山星流、住田悠華が卒業。
7月、新体制始動予定。

## オーディション

### アップアップガールズ（2）オーディション
2016年11月8日、日本武道館で行われた『アップアップガールズ（仮）日本武道館超決戦 vol.1』で、グループ初となるオーディションを行うことを発表した。
募集の詳細は、翌日に専用サイトが公開され、その中で要項等が明らかにされた。
- 応募期間：2016年11月8日 - 12月25日
- 応募資格[259]
  - 2016年11月8日時点で満12歳から23歳の女性
  - 芸能プロダクション等の芸能活動を行う団体に所属及び契約等をしていないこと
- 応募総数：約750名[260]
- 合格者：吉川茉優、鍛治島彩、橋村理子、髙萩千夏
  - 合格者4名は妹分グループ『アップアップガールズ（2）』として活動。

### アップアップガールズ（仮）2020 新メンバーオーディション
2020年9月26日、日比谷野外音楽堂で行われた『アップアップガールズ（仮） ENDLESS SUMMER in 日比谷野音』で、グループ初となる新メンバー募集のオーディションを行うことを発表した。
募集の詳細は、同日に専用サイトが公開され、その中で要項等が明らかにされた。
- 応募期間：2020年9月26日 - 10月26日
- 応募資格[261]
  - 2020年9月26日時点で小学校6年生から28歳の女性
  - 芸能プロダクション等の芸能活動を行う団体に所属及び契約等をしていないこと
- 応募総数：約500名[20]
- 審査状況：1次書類審査が同年10月26日に合格者への通知が行われ、11月13日に2次審査を終えたことが報告された[262]。11月16日のYouTube特番にて、2次審査を通過した17名をお披露目（うち5名辞退）[263]。SHOWROOMとTwitterでの審査を経て、12月6日のYouTube特番にて12名が最終オーディションに進出した[264]。
- 最終審査ではアップアップガールズ（仮）のメンバー全員、michitomo、杉浦良美、竹中夏海が審査員となり、候補者は自己アピールを行った後、グループに残留することが決まっている関根梓を含む5人1組の計3組がそれぞれ4曲ずつパフォーマンスをした[264]。
  - 最終審査課題曲：アップアップガールズ（仮）「愛愛ファイヤー!!」・「HAPPY NAKED!!」・「アッパーレー」・「私達」[264]
- 合格者：古谷柚里花、鈴木芽生菜、工藤菫、鈴木あゆ、小山星流、青柳佑芽、住田悠華
  - お披露目は、2020年12月17日にZepp Tokyoにて開催された『アップアップガールズ（仮）FIVE SOUL FOREVER』[20]。

### アップアップガールズ新グループメンバーオーディション
2024年11月18日、新グループ結成および、既存グループへの推薦を含むオーディションを行うことを発表した。
募集の詳細は、同日にCHEERZにて専用サイトが公開され、その中で要項等が明らかにされた。
- 応募期間：2024年11月18日 - 12月8日
- 応募資格[265]
  - 2024年12月8日時点で13歳以上の女性
  - 芸能プロダクション等の芸能活動を行う団体に所属及び契約等をしていないこと。所属先に許可を得て参加し合格後に契約が変更できること。
- 合格者：#UP UP NEW AGE ネオアゲ参照

### アップアップガールズ（仮）新メンバーオーディション2025
2025年3月24日にメンバー5名のうち4名の卒業が発表されたことを受け、3月25日より新体制に向けたオーディションが開始された。
募集の詳細は、同日に専用サイトが公開され、その中で要項等が明らかにされた。
- 応募期間：2025年3月25日 - 4月14日
- 応募資格
  - 募集終了時点で13歳以上の女性
  - 芸能プロダクション等の芸能活動を行う団体に所属及び契約等をしていないこと。所属先に許可を得て参加し合格後に契約が変更できること。
- 合格者：

## 作品

### シングル
| #                      | タイトル                                                         | 発売日                                  | 品番                                                                  | 備考                                                   |
| アップフロントワークス | アップフロントワークス                                           | アップフロントワークス                  | アップフロントワークス                                                | アップフロントワークス                                 |
| ---------------------- | ---------------------------------------------------------------- | --------------------------------------- | --------------------------------------------------------------------- | ------------------------------------------------------ |
| 1                      | Going my ↑                                                       | 先行 2012年03月31日 一般 2012年04月25日 | UFCW-1025                                                             | c/w「お願い魅惑のターゲット」                          |
| 2                      | バレバレI LOVE YOU                                               | 先行 2012年06月03日 一般 2012年06月27日 | UFCW-1028                                                             | c/w「Rainbow」                                         |
| 3                      | アッパーカット!/夕立ち!スルー・ザ・レインボー                    | 先行 2012年06月30日 一般 2012年07月25日 | UFCW-1032                                                             |                                                        |
| 4                      | メチャキュン♡サマー ( ´ ▽ ` )ノ                                  | 先行 2012年08月04日 一般 2012年08月29日 | UFCW-1034                                                             | c/w「サイリウム」                                      |
| 5                      | なめんな!アシガールズ/マーブルヒーロー                           | 先行 2012年09月02日 一般 2012年09月26日 | UFCW-1040                                                             |                                                        |
| 6                      | End Of The Season                                                | 先行 2012年09月23日 一般 2012年10月03日 | UFCW-1041                                                             | c/w「Beautiful Days!」                                 |
| 7                      | UPPER ROCK/イチバンガールズ!                                     | 先行 2012年10月28日 一般 2012年11月07日 | UFCW-1048                                                             |                                                        |
| T-Palette Records      |                                                                  |                                         |                                                                       |                                                        |
| 8                      | チョッパー☆チョッパー/サバイバルガールズ                         | 2012年12月05日                          | TPRC-0026                                                             |                                                        |
| 9                      | リスペクトーキョー/ストレラ!〜Straight Up!〜                     | 2013年02月20日                          | TPRC-0033                                                             |                                                        |
| 10                     | SAKURADRIVE/Dateline                                             | 2013年03月13日                          | TPRC-0034                                                             |                                                        |
| 11                     | Next Stage/あの坂の上まで、                                      | 2013年04月10日                          | TPRC-0037                                                             |                                                        |
| 12                     | 銀河上々物語/Burn the fire!!/ ナチュラルボーン・アイドル         | 2013年06月05日                          | TPRC-0046                                                             |                                                        |
| 13                     | サマービーム!/アップアップタイフーン                             | 2013年07月24日                          | TPRC-0049                                                             |                                                        |
| 14                     | SAMURAI GIRLS/ワイドルセブン                                     | 2013年09月04日                          | TPRC-0053                                                             |                                                        |
| 15                     | Starry Night/青春ビルドアップ                                    | 2013年10月30日                          | TPRC-0062                                                             |                                                        |
| 16                     | 虹色モザイク/ENJOY!! ENJO(Y)!!                                   | 2013年12月25日                          | TPRC-0065                                                             |                                                        |
| 17                     | （仮）は返すぜ☆be your soul/ Party! Party!/ジャンパー!           | 2014年04月09日                          | TPRC-0084（完全生産限定盤） TPRC-0085（通常盤）                       |                                                        |
| 18                     | 全力!Pump UP!!/このメロディを君と                                | 2014年07月01日                          | TPRC-0091                                                             |                                                        |
| 19                     | Beautiful Dreamer/ 全力!Pump Up!! -ULTRA Mix-/ イタダキを目指せ! | 2014年11月04日                          | TPRC-0106（通常盤） TPRC-0107（初回限定盤A） TPRC-0108（初回限定盤B） |                                                        |
| 20                     | パーリーピーポーエイリアン/セブン☆ピース                         | 2016年04月05日                          | TPRC-0148（通常盤）                                                   | 「アッパーレー」収録                                   |
| 20                     | パーリーピーポーエイリアン/セブン☆ピース                         | 2016年04月05日                          | TPRC-0149（初回限定盤A）                                              | 「Shout!!!!!!!」収録                                   |
| 20                     | パーリーピーポーエイリアン/セブン☆ピース                         | 2016年04月05日                          | TPRC-0150（初回限定盤B）                                              | 「青春の涙」収録                                       |
| 21                     | !!!!!!!!/ 君という仮説                                           | 2016年10月11日                          | TPRC-0162（通常盤A）                                                  | 「YOLO」収録                                           |
| 21                     | !!!!!!!!/ 君という仮説                                           | 2016年10月11日                          | TPRC-0163（通常盤B）                                                  | 「Future & Past」収録                                  |
| 21                     | !!!!!!!!/ 君という仮説                                           | 2016年10月11日                          | TPRC-0164（初回限定盤）                                               | 「ランランラン」「Abyssal Drop」収録                   |
| 22                     | アッパーディスコ/ FOREVER YOUNG                                  | 2017年05月09日                          | TPRC-0177（通常盤A）                                                  | 「FLASH」収録                                          |
| 22                     | アッパーディスコ/ FOREVER YOUNG                                  | 2017年05月09日                          | TPRC-0178（通常盤B）                                                  | 「Show Time」（佐保明梨ソロ曲）収録                    |
| 22                     | アッパーディスコ/ FOREVER YOUNG                                  | 2017年05月09日                          | TPRC-0179（通常盤C）                                                  | 「FOREVER YOUNG [アップアップガールズ（2） Ver.]」収録 |
| 23                     | 上々ド根性/ Be a Girl                                            | 2017年11月28日                          | TPRC-0191（通常盤A）                                                  | 「スタートライン」収録                                 |
| 23                     | 上々ド根性/ Be a Girl                                            | 2017年11月28日                          | TPRC-0192（通常盤B）                                                  | 「イチバンガールズ! 2017」収録                         |
| 23                     | 上々ド根性/ Be a Girl                                            | 2017年11月28日                          | TPRC-0193（通常盤C）                                                  | 「Be a Girl (Dr.Usui remix)」収録                      |
| 24                     | 愛愛ファイヤー!!/ 私達(with friend)                              | 2018年11月06日                          | TPRC-0217                                                             |                                                        |
| 25                     | アゲノミクス!!/ キミロス/ 阿破乱舞                               | 2019年02月19日                          | TPRC-0223                                                             |                                                        |
| 26                     | Da Dan Dance!/ ヒート ビート アイランド/ 5 to the 5th Power      | 2019年06月25日                          | TPRC-0229                                                             |                                                        |
| 27                     | It's Up To You/ HAPPY NAKED!!/ BIG BANG                          | 2019年12月10日                          | TPRC-0250                                                             |                                                        |
| 28                     | 一歩目のYES!/ 宣戦 Brand New World!                              | 2021年07月27日                          | TPRC-0279                                                             |                                                        |
| 29                     | 立ち上がループ/ パリガッ/ プールサイドモンスター 〜情熱編〜      | 2022年12月27日                          | TPRC-0296                                                             |                                                        |

#### 参加シングル
- Bad Blood/Hereafter（2013年8月21日） - T-Palette Records所属のメンバーによるユニット『T-Palette mini All Stars』のシングルで、同ユニットの一員として参加[271]。両楽曲ともアップアップガールズ（仮）のメンバーが出演する映画『讐 〜ADA〜』の主題歌である[271]。

### EP
| # | タイトル | 発売日         | レーベル           | 品番      | 備考                  |
| - | -------- | -------------- | ------------------ | --------- | --------------------- |
| 1 | Again!   | 2024年10月23日 | YU-M Entertainment | UPUPG-016 | 新5人体制で初のCD作品 |

### アルバム
| # | タイトル                 | 発売日         | レーベル               | 品番                                        | 備考                                                                                   |
| - | ------------------------ | -------------- | ---------------------- | ------------------------------------------- | -------------------------------------------------------------------------------------- |
| 1 | ファーストアルバム（仮） | 2013年01月30日 | アップフロントワークス | UFCW-1051                                   | 主にシングル曲が収録された作品                                                         |
| 2 | セカンドアルバム（仮）   | 2014年02月19日 | T-Palette Records      | TPRC-0069（初回限定盤） TPRC-0068（通常盤） | ベスト・アルバム的要素のあるオリジナル・アルバム                                       |
| 3 | サードアルバム（仮）     | 2015年03月17日 | T-Palette Records      | TPRC-0130（初回限定盤） TPRC-0129（通常盤） | 初回限定盤付属のDVDは、ライブハウスツアー2014 ハイスパートキングダムの名古屋公演の映像 |
| 4 | 4thアルバム（仮）        | 2017年08月29日 | T-Palette Records      | TPRC-0185（初回限定盤） TPRC-0184（通常盤） | 初回限定盤にはメンバー7人分のソロ楽曲を収録                                            |
| 5 | 5thアルバム（仮）        | 2018年06月19日 | T-Palette Records      | TPRC-0204                                   |                                                                                        |
| 6 | 6thアルバム（仮）        | 2020年11月10日 | T-Palette Records      | TPRC-0267                                   |                                                                                        |
| 7 | mini album アプガヤバイ  | 2022年01月25日 | T-Palette Records      | TPRC-0289                                   | 楽曲コンテスト入賞作6曲と新作1曲を収録                                                 |

#### 参加アルバム
| タイトル                                                             | 発売日        | レーベル            | 品番        | 参加楽曲                                           | 備考                  |
| -------------------------------------------------------------------- | ------------- | ------------------- | ----------- | -------------------------------------------------- | --------------------- |
| 戦国鍋TV ミュージック・トゥナイト なんとなく歴史が学べるCD 再出陣!編 | 2013年1月09日 | キングレコード      | KIZC-197〜8 | ミスターのお手つきJumpin'                          | 時代劇少女 奥カラ名義 |
| Disney Rocks!!! Girl's Power!                                        | 2014年1月22日 | Walt Disney Records | AVCW-63008  | We're All in This Together ［High School Musical］ | [ 276 ]               |

### その他のCD
- アップアップガールズ（仮）のオールナイトニッポンモバイル総集編CD（2013年12月）[277] - インターネットラジオ番組『アップアップガールズ（仮）のオールナイトニッポンモバイル』のラジオCD。

### 映像作品
| タイトル | 発売日         | 品番          | 形態    | 備考                                                     |
| --- | -------------- | ------------- | ------- | -------------------------------------------------------- |
| UP UP GIRLS（仮）がUP FRONT GIRLS（仮）だった頃のイベントが DVDになりました!                                    | 2011年08月10日 | UUGK-0001     | DVD     | 2011年5月1・3日に行われた 初のイベントの模様を収録。     |
| アップアップガールズ（仮）の夏のイベントのDVDを冬に発売 しちゃいます!!年末っぽいおまけ付き!（仮）THE DVD Part.2 | 2011年12月     | UUGK-0002     | DVD     | [ 280 ] [ 281 ] [ 282 ]                                  |
| アップアップガールズ（仮）がGoing my ↑を初披露した ライブのDVD!（仮）THE DVD Part.3                             | 2012年04月30日 | UUGK-0003     | DVD     |                                                          |
| アップアップガールズ（仮）1st LIVE 代官山決戦（仮）                                                             | 2012年12月12日 | UFBW-1215     | DVD     | 2枚組。2012年11月23日に先行発売。                        |
| アップアップガールズ（仮） 2nd LIVE 六本木決戦（仮）                                                            | 2013年04月03日 | TPRD-0003     | DVD     | 2枚組                                                    |
| アップアップガールズ（仮） 3rd LIVE 横浜BLITZ大決戦（仮）                                                       | 2013年07月31日 | TPRD-0005     | DVD     | 2枚組                                                    |
| アップアップガールズ（仮）対バン行脚（仮）〜Official Bootleg BOX〜                                              | 2013年08月     | UUGK-0004〜8  | DVD     | 5枚組DVD-BOX                                             |
| アップアップガールズ（仮） THE DVD 〜ミニMV集 おまけつき〜                                                      | 2013年08月28日 | TPRD-0006     | DVD     | アップアップタイフーン・アッパーカット! のMV等収録       |
| アップアップガールズ（仮） 1st ライブハウスツアー アプガ第二章（仮）開戦                                        | 2013年12月18日 | TPRD-0008     | DVD     | 2枚組。赤坂決戦の模様を収録。                            |
| アップアップガールズ（仮）1st全国ツアー アプガ第二章（仮）進軍 〜中野サンプラザ 超決戦〜                        | 2014年09月30日 | TPRB-0001     | BD& DVD | BD1枚 & DVD1枚。                                         |
| 上々少女's Vol.1（仮）/Vol.2（仮）/Vol.3（仮）                                                                  | 2014年12月03日 | PCBE-54201〜3 | DVD     | 3巻同時リリース。                                        |
| アップアップガールズ（仮）富士山山頂 頂上決戦（仮）THE DVD                                                      | 2015年01月28日 | UUGK-0009     | DVD     | 2014年11月30日に先行発売                                 |
| アップアップガールズ（仮）全国47都道府県ツアー2015 〜RUN!アプガ RUN!ダッシュ〜                                  | 2015年08月18日 | TPRD-0012     | DVD     | 3月26日に新宿Renyで行われた ツアーの初日公演の模様を収録 |
| アップアップガールズ（仮）全国47都道府県ツアー2015 RUN!アプガRUN!ダッシュ アプガの夏! 野音の夏!                 | 2015年12月23日 | UUGK-0010     | BD      | [ 290 ]                                                  |
| アップアップガールズ（仮）日本武道館超決戦 vol.1                                                                | 2017年03月07日 | TPRB-0005     | BD& DVD | [ 291 ]                                                  |

#### 参加映像作品
| タイトル                                                                                            | 発売日         | レーベル       | 品番                         | 形態               | 備考                                                                                |
| --------------------------------------------------------------------------------------------------- | -------------- | -------------- | ---------------------------- | ------------------ | ----------------------------------------------------------------------------------- |
| Blu-ray Disc. Hello! Project 誕生15周年記念ライブ2013冬 〜ビバ!・ブラボー!〜完全版                  | 2013年04月24日 | hachama        | HKXN-50020                   | BD2枚組            | 2013年1月20日、名古屋で 行われたライブの模様を収録                                  |
| 戦国鍋TVライブツアー 〜武士ロックフェスティバル2013〜                                               | 2013年05月08日 | キングレコード | KIBM-356〜7                  | DVD2枚組           | 2013年1月9日、Zepp Tokyoで 行われたライブの模様を収録。 『時代劇少女 奥カラ』名義。 |
| Hello! Project COUNTDOWN PARTY 2013 〜GOOD BYE & HELLO!〜                                           | 2014年05月14日 | zetima         | EPXE-5047、 EPBE-5481        | BD2枚組、 DVD3枚組 | 2013年12月31日、中野サンプラザで 行われたライブの模様を収録                         |
| Hello!Project COUNTDOWN PARTY 2014 〜 GOOD BYE & HELLO ! 〜                                         | 2015年04月29日 | zetima         | EPXE-5064〜5、 EPBE-5507〜10 | BD2枚組、 DVD4枚組 | [ 294 ] [ 295 ]                                                                     |
| Hello!Project ひなフェス 2015 〜満開!The Girls' Festival〜 ＜アンジュルム＆Juice=Juice プレミアム＞ | 2015年07月29日 | zetima         | EPXE-5067、 EPBE-5511        | BD DVD             | [ 296 ] [ 297 ]                                                                     |

その他、The Girls LiveのVol.2以降のDVDの内、いくつかのDVDに映像が収録されている。

## 公演

### イベント

#### 定期公演
- 『アップフロントガールズ（仮）』イベント 第1回公演 - 第4回公演（2011年5月1日・3日、TOKYO FM HALL）[299]以降、TOKYO FM HALL、AKIBAカルチャーズ劇場等で行われている。2019年3月3日時点での公演数は128回[300]。

### ライブ

#### 単独ライブ
アップアップガールズ（仮）レギュラー公演
- 2011年7月21日から2012年4月27日まで、マップ劇場・恵比寿LIVE GATEにて行われていた、つくばテレビ主催のライブ[95][301][39][84] 。公演回数は74回[96]。

黒船公演
- 2011年に開始した、振付師の竹中夏海プロデュースによるアップアップガールズ（仮）のライブ[302][303]。竹中は当公演開始当初、外部の振付師（黒船）だったが、アップアップガールズ（仮）の楽曲の振り付けをしていることから、黒船とは言えなくなり、2012年8月27日の公演がファイナルとなった[303]。

2012年
- アップアップガールズ（仮） 1st LIVE 代官山決戦（仮）（9月2日、代官山UNIT）[115][116]
- アップアップガールズ（仮） 2nd LIVE 六本木決戦（仮）（12月15日、ラフォーレミュージアム六本木）[304]

2013年
- アップアップガールズ（仮） 3rd LIVE 横浜BLITZ大決戦（仮）（4月13日、横浜BLITZ）[129]
- アップアップガールズ（仮）1stライブハウスツアー アプガ第二章（仮）開戦前夜（8月13日 - 23日[138]、7箇所7公演[137]）
- アップアップガールズ（仮）1stライブハウスツアー アプガ第二章（仮）開戦（8月31日[138] - 9月16日[137]、開戦前夜と合わせて11箇所12公演[305]）
- アップアップガールズ（仮）アプガ第二章（仮）クリスマスイブイブイブ決戦 〜横浜赤レンガ〜（12月22日、横浜赤レンガ倉庫1号館3Fホール）[306]
- アップアップガールズ（仮）アプガ第二章（仮）大晦日イブイブイブ決戦 〜CLUB CITTA'〜（12月28日、CLUB CITTA'）[307]

2014年
- アップアップガールズ（仮）アプガ第二章（仮）2014年元日決戦 〜赤坂BLITZ〜（1月1日、赤坂BLITZ）[308]
- アップアップガールズ（仮）1st全国ツアー アプガ第二章（仮）進軍〜中野に向かって〜（3月21日 - 5月25日、14都市14公演[148]）[147]
- アップアップガールズ（仮）1st全国ツアー アプガ第二章（仮）進軍〜中野サンプラザ 超決戦〜（6月1日、中野サンプラザ）[153]
- アップアップガールズ（仮）富士山 山頂頂上決戦（仮）（8月6日 - 7日、富士山頂）[159]
- アップアップガールズ（仮）2014 Summer Live Tour Hot! Hot! Hot!（8月11日 - 28日）[309]
- アップアップガールズ（仮）ライブハウスツアー2014 ハイスパートキングダム（11月30日 - 12月28日）[153]

2015年
- アップアップガールズ（仮）全国47都道府県ツアー2015 RUN!アプガRUN! ダッシュ（2015年3月26日 - 2016年3月13日[310]、80公演[176]）[169]
- アップアップガールズ（仮）全国47都道府県ツアー2015〜RUN!アプガRUN!ダッシュ アプガの夏!野音の夏!〜（7月5日、日比谷野外大音楽堂）[14]
- アップアップガールズ（仮）ライブハウスツアー2015ハイスパート RAVE FESTIVAL（11月23日 - 12月6日、3都市6公演[311]）[14]
- アップアップガールズ（仮） CD/J 15-16 カウントダウンジャンパー!（12月31日、DIAMOND HALL）[312] - アップアップガールズ（仮）にとって初の単独カウントダウンライブ[313]

2016年
- アップアップガールズ（仮）ライブハウスツアー2016 “The Seven LIVE Alien”（3月26日 - 6月19日）[177]
- アップアップガールズ（仮）Zeppツアー “The Seven PARTY LIVE Alien”（6月12日 - 7月3日）[177]
- アップアップガールズ（仮） Road to 武道館 陸の孤島 秘境決戦（9月22日、西伊豆某所）[314]
- アップアップガールズ（仮） Road to 武道館 LIVE! LIVE! LIVE!（10月5日 - 10月27日）[184]
- アップアップガールズ（仮） 日本武道館超決戦 vol.1（11月8日、日本武道館）[17]

2017年
- ライブハウスツアー2017 アップアップガールズ（仮）∞ Lives Change & Evolution（4月16日 - 7月17日、日本国内12会場）[187][193]
- アップアップガールズ（仮）これが私達の生きる道〜Way of Our Life〜（9月15日、Zepp Tokyo）[18]
- アップアップガールズ（仮）ライブハウスツアー KA-Re:START（11月5日 - 12月3日）[198][315]。

2018年
- アップアップガールズ（仮）原点回帰ツアー ド根性〜原点にカエル〜（2月3日 - 3月4日）[201]
- アップアップガールズ（仮）7周年ツアー 〜Still Goes On!!〜（5月13日 - 7月1日）
- アップアップガールズ（仮）〜Road to Live of All Songs〜（10月28日、新宿BLAZE）
- アップアップガールズ（仮）全曲ライブ〜Live of All Songs 立ち続ける事〜（12月27日、Zepp Tokyo）[58]

2019年
- アップアップガールズ（仮）ライブ×ライブペインティング 5 to the 5th Power（2月10日、さいたま新都心VJ-3）
- アップアップガールズ（仮）ライブハウスツアー2019  5 to the 5th Power（5月3日 - 7月13日）
- アップアップガールズ（仮）5 to the 5th Power 底なしの一体感（10月27日、新宿BLAZE）

2020年
- アップアップガールズ（仮）ライブツアー2020 一体感!（2月15日 - 3月1日）
- アップアップガールズ（仮）ライブツアー2020 NEW！ LIVE！ STYLE！（7月11日 - 18日）
- アップアップガールズ（仮）ENDLESS SUMMER in 日比谷野音（9月26日、日比谷野外大音楽堂）[213]
- アップアップガールズ（仮）FIVE SOUL FOREVER（12月17日、Zepp Tokyo）[20]

2021年
- アップアップガールズ（仮）ここから始まる右肩上がり〜Going my↑〜（2月28日、Veats Shibuya）[316]
- アップアップガールズ（仮）みんなのことが、バレバレI LOVE YOU（4月3日、表参道 GROUND）[219]
- アップアップガールズ（仮）秩序のない世界にアッパーカット!【開催中止】[220]
- アップアップガールズ（仮）お願い魅惑のStreaming LIVE（5月22日、配信ライブ）[221]
- アップアップガールズ（仮）未来!スルー・ザ・レインボー（5月23日、表参道 GROUND）[317]
- アップアップガールズ（仮）メチャキュン♥Early summer（6月26日、表参道 GROUND）[318]
- なめんな!夏将軍 アップアップガールズ（仮）（9月4日、表参道 GROUND）[319]
- アップアップガールズ（仮）マーブルエイトヒーロー（10月10日、表参道 GROUND）[320]
- アップアップガールズ（仮）Road to クラブチッタ そろそろソロで歌いたい（11月27日、表参道 GROUND）[226]
- アップアップガールズ（仮）2021 End of the Year（12月19日、CLUB CITTA'）[227]

2022年
- アップアップガールズ（仮）東名阪ツアー 2022年 WE ARE イチバンガールズ！（1月8日 - 16日）[321]
- アップアップガールズ（仮）〜アップアップROCK!!〜 / 〜スーパーチョッパーチョッパー〜（5月3日、新宿BLAZE）[236]
- アップアップガールズ（仮）ツアー2022 〜アップROCKチョッパー〜（6月18日 - 9月23日）[237]
- アップアップガールズ（仮）8人KA-Re：START（11月13日、表参道 GROUND）[322]
- アップアップガールズ（仮）サバイバルアップアップガールズ（12月3日、横浜ベイホール）[242]

2023年
- アップアップガールズ（仮）Way of Our Life〜工藤菫 卒業SP〜（3月18日、新宿ReNY）[21]
- アップアップガールズ（仮）Way of Our Life〜鈴木あゆ 卒業SP〜（3月18日、新宿ReNY）[21]
- アップアップガールズ（仮）12th Anniversary 〜Persist to Live〜（5月3日、新宿BLAZE）[323]
- アップアップガールズ（仮）春ツアー2023 〜12th Anniversary LIVE TOUR Persist to Live〜（5月13日 - 6月25日、5都市10公演）[324]
- アップアップガールズ（仮）12th Anniversary 単独ライブ〜WE ARE HERETIC〜（7月8日、新宿BLAZE）[325]
- アップアップガールズ（仮）LIVE　アプガを推して正解ですっ！（10月29日、表参道GROUND）[326]
- アップアップガールズ（仮）2023 LIVE La la la LAST DANCE（12月30日、川崎クラブチッタ）[247]

2024年
- アップアップガールズ（仮）13th Anniversary LIVE あいどる道中 Be Dash!!（5月3日、GOTANDA G4）[248]
- アップアップガールズ（仮）13th Anniversary LIVE in 大阪 ～あいどる道中Be Dash!!～（5月19日、梅田シャングリラ）[327]
- アップアップガールズ（仮）13th Anniversary LIVE in 札幌 ～あいどる道中Be Dash!!～（6月8日、札幌SPiCE）[328]
- アップアップガールズ（仮）ちょっ×4超アッパーレー（8月24日、YOKOHAMA COAST garage+）[329]
- アップアップガールズ（仮）2024総決算ライブ！Up!Guts!!アプガ!!（12月30日、渋谷ストリームホール）[252]

2025年
- アップアップガールズ（仮）SAKURA LIVE in 原宿RUIDO（3月23日、原宿RUIDO）[330]
- アップアップガールズ（仮）14th Anniversary LIVE〜It's Up To me 心から愛を込めて〜（5月3日、原宿RUIDO）[256]
- アップアップガールズ（仮）Anniversary LIVE FOREVER YOUNG〜それぞれの人生が正解ですっ！〜（5月6日、東京・飛行船シアター）[257]
- アップアップガールズ（仮）の（仮）LIVE 仮取り大作戦！（9月7日、飛行船シアター）[331]

#### 合同ライブ
- 横浜BLITZ THE FINAL THE ポッシボー×アップアップガールズ（仮）2マンライブ 2013「聖地横浜BLITZ」（2013年10月7日、横浜BLITZ）[332] - 2011年・2012年に続く3回目のジョイントライブ[333]。アップアップガールズ（仮）にとって最後の横浜BLITZでの公演[332]。
- アンジュルムVSアップアップガールズ（仮）〜THANK YOU! DEAR MY FRIENDS〜（2017年9月12日、Zepp DiverCity Tokyo） - アンジュルムとのツーマンライブ[196][334][335]
- アップアップガールズ（フェス）（2018年7月7日、恵比寿LIQUIDROOM）
- チーム・負けん気 Final〜10年後また戦いますん〜（2018年7月14日、SHIBUYA WWW X）
- アップアップガールズ（フェス）（2019年7月15日、新宿BLAZE）
- アップアップガールズ（仮）＆アップアップガールズ（2）Go！Do！LIVE！パワー盛り another side（2022年7月17日、恵比寿LIQUIDROOM）[336]
- アップアップガールズ（仮）＆アップアップガールズ（2）GO！DO！LIVE！2022総決算！（2022年12月17日、渋谷WWX）[337]
- アップアップガールズ（フェス）2023（2023年5月21日、恵比寿リキッドルーム）[338]
- アップアップガールズ（フェス）2024（2024年7月15日、Veats Shibuya）[249]

#### 主な参加フェス
大型フェス
- NewYear Premium Party
（例年1月開催、2017年 - 2023年出演、Zepp DiverCity・フジテレビ広場 他）[339][340][341]
- IDORISE!! FESTIVAL
（例年3月開催、2021年 - 2024年出演、渋谷O-EAST 他）[342][343][344]
- クロフェス
（例年4月開催、2021年 - 2022年・2024年出演海の森水上競技場 他）[345][346]
- JAPAN CENTRAL IDOL FESTIVAL
（例年5月開催、2022年出演、Aichi Sky Expo）[347]
- 歌舞伎町 UP GATE↑↑
（例年5月開催、2023年 - 2024年出演、Zepp Shinjyuku・新宿BLAZE 他）[348][349]
- アイドル横丁夏まつり!!
（例年7月開催、2012年 - 2018年出演、新木場STUDIO COAST・横浜赤レンガパーク）[111]
- 超NATSUZOME
（例年7月開催、2021年 - 2023年出演、幕張海浜公園）[222][350]
- SPARK in YAMANAKAKO
（例年7月開催、2022年 - 2024年出演、山中湖交流プラザ きらら・川崎市東扇島東公園）[238][351]
- SEKIGAHARA IDOL WARS 〜関ケ原唄姫合戦〜
（例年7月開催、2016年 - 2018年・2021年・2024年出演、岐阜県・桃配運動公園・Aichi Sky Expo 愛知県国際展示場）[352]
- 六本木アイドルフェスティバル
（例年7月開催、2017年 - 2020年・2022年 - 2024年出演、六本木ヒルズアリーナ）[353]
- TOKYO IDOL FESTIVAL
（例年8月開催、2012年 - 2024年出演、青海・お台場地区）[354][355][156][356][357][358][359]
- @JAM EXPO
（例年8月開催、2014年 - 2024年出演、横浜アリーナ 他）[360][361][362][363][364][365]
関根梓が@JAM ALL STARS 2014に、佐保明梨が@JAM ALL STARS 2017に選出。
- ももいろ歌合戦
（例年12月開催、2018年 - 2021年出演、パシフィコ横浜・横浜アリーナ・日本武道館 他）[203][212][216][228]

2011年
- 音魂 OTODAMA SEA STUDIO 2011（7月16日、神奈川県・逗子海岸）

2012年
- 第2回 アイドル横丁祭!!（4月8日、SHIBUYA-AX）[366] - 初めてグループのオリジナル曲（Going my ↑・Rainbow・お願い魅惑のターゲット）のみでセットリストを組んだ[367]。
- ニコニコ超会議「超アイドルLIVE★アイドルが〇〇してみた!!」（4月28日、幕張メッセ）[106]
- @JAM the Field アイドルコレクション vol.1（6月10日、渋谷 duo MUSIC EXCHANGE）[368]。アッパーカット!初披露。
- 音魂 OTODAMA SEA STUDIO 2012（8月6日、神奈川県・逗子海岸）
- IDOL NATION（8月11日、国立代々木競技場第一体育館） - これまでで最大規模の会場でのライブに出演[113]。オープニングアクトとして出演[113]。
- AOMORI ROCK FESTIVAL '12（9月22日、青森県・夜越山スキー場）
- T-Palette Records 感謝祭 2012（12月9日、品川ステラボール）

2013年
- Hello! Project誕生15周年記念ライブ2013冬〜ブラボー!〜（1月6日、中野サンプラザ / 20日、日本特殊陶業市民会館フォレストホール[369]）[74]
- 戦国鍋TVライブツアー〜武士ロックフェスティバル2013〜（1月8日 - 9日、Zepp Tokyo / 11日、Zepp Nanba Osaka）
- TOWER RECORDS Presents アップアップガールズ（仮）対バン行脚（仮）（2月24日 - 4月6日、6公演）[122][123]
- KAWAii MATSURi（4月20日 - 21日、東京体育館）
- ニコニコ超会議2「超アイドルステージ」（4月27日、幕張メッセ）
- KAWAII POP FES by @JAM（5月18日 - 19日、香港・MUSIC ZONE）
- @JAM 2013（6月23日、Zepp DiverCity Tokyo）
- TBC夏まつり2013 絆みやぎ〜ONE Heart〜（7月21日、仙台市・勾当台公園）
- ROCK IN JAPAN FESTIVAL 2013（8月3日、国営ひたち海浜公園）[370][371]
- IDOL NATION 2013（8月10日、国立代々木競技場第一体育館）[134]
- SUMMER SONIC 2013（8月11日、幕張メッセ）[135]
- ジモドルフェスタ2013 SUMMER（8月25日、SHIBUYA-AX、主催：ローソン）
- AOMORI ROCK FESTIVAL '13（9月14日、青森県・夜越山スキー場）
- イナズマロックフェス（9月21日 - 22日、滋賀県・琵琶湖畔）
- AKASAKA HALLOWEEN WEEK 2013「アイドル・ハロウィン」（10月27日、赤坂BLITZ）
- T-Palette Records 感謝祭 2013（12月15日、ラフォーレミュージアム六本木）

2014年
- KAWAII POP FES by @JAM in 台湾（1月18日 - 19日、台湾・河岸留言）
- 東北ジモドルフェスタ2014 WINTER（3月9日、宮城県・ゼビオアリーナ仙台）
- 近畿ジモドルフェスタ2014 WINTER（3月30日、大阪府・森ノ宮ピロティホール）
- ニコニコ超会議3「超音楽祭2014」（4月26日、幕張メッセ）
- @JAM 2014（5月31日、Zepp DiverCity Tokyo）
- KAWAII POP FES by @JAM vol.3 香港2014（6月28日 - 29日、香港・MUSIC ZONE）
- AOMORI ROCK FESTIVAL '14（7月21日、青森県・夜越山スキー場）
- ROCK IN JAPAN FESTIVAL 2014（8月9日、国営ひたち海浜公園）[157]
- 加賀温泉郷フェス 2014（9月21日、石川県・山城温泉）
- AKASAKA HALLOWEEN WEEK 2014「アイドル×お笑い・ハロウィン」（11月1日、赤坂BLITZ）
- JAPAN POP CULTURE CARNIVAL 2014 in MATSUDO（11月2日 - 3日、千葉県・森のホール21）
- T-Palette Records 感謝祭 2014（12月13日、品川ステラボール）

2015年
- KAWAII POP FES by @JAM vol.4 台湾2015（1月24日 - 25日、台湾・THE WALL公館）
- 中部限定ジモドルフェスタ（2月22日、Zepp Nagoya）
- ニコニコ超会議2015「超音楽祭2015」（4月25日、幕張メッセ）
- 横浜開港記念みなと祭 ヨコハマカワイイパーク J-POP CULTURE FESTIVAL 2015（5月3日 - 6日、横浜市街） - パレードにも参加。
- ホノルル駅伝＆音楽フェス2015（5月31日、ハワイ）
- SENSEKI TRAIN FESS（7月11日、宮城県・東松島市小野市民センター）
- SUNBURST 2015（7月12日、愛媛県・寒川豊岡海浜公園ふれあいビーチ）
- 加賀温泉郷フェス 2015（9月6日、石川県・山城温泉）
- AOMORI ROCK FESTIVAL '15（9月12日、青森県・夜越山スキー場）
- 東北ジモドルフェスタ（9月26日、仙台・STUDIO RIPPLE / 27日、盛岡・CLUB CHANGE WAVE）
- SEIBU HALLOWEEN 2015 in NERIMA「アイドルトレイン supported by 音楽ナタリー」（10月31日、西武池袋線車内）
- AKASAKA HALLOWEEN WEEK 2015「アイドル×お笑い・ハロウィン」（11月1日、赤坂BLITZ）
- T-Palette Records 感謝祭 2015（12月20日、新宿BLAZE）
- 毎日がクリスマス2015〜わたしたちのクリスマス会においでよ〜（12月22日、横浜赤レンガ倉庫）

2016年
- Good Vibrations（3月31日 - ） - 日本武道館公演を目標としているアップアップガールズ（仮）による主催ライブ（対バン形式）[372]
- アイドルお宝くじパーティライブ（4月1日、EXシアター六本木）
- ニコニコ超会議2016「超音楽祭2016」（4月29日 - 30日、幕張メッセ）
- ホノルル駅伝＆音楽フェス2016（5月22日、ハワイ）
- 加賀温泉郷フェス 2016（7月23日、石川県・山城温泉）
- ウォーターランフェスティバル 2016（7月24日、千葉県・幕張海浜公園）
- スカパー！presents「FULL CHORUS〜音楽は、フルコーラス〜」in 日本武道館（7月29日、日本武道館）
- アイドルお宝くじパーティライブ『真夏の神曲 紅白歌合戦』（7月30日、六本木ヒルズアリーナ）
- フジソニック2016（10月1日、静岡県・清水マリンパーク）

2017年
- NewYear Premium Party 2017（1月2日 - 3日、Zepp Tokyo・Zepp DiverCity Tokyo）
- TOWER RECORDS presents ザ・感謝祭 2017 新春（1月22日、品川ステラボール）
- アイドルお宝くじパーティライブ『春の神曲カヴァーしNIGHT』（3月10日、EXシアター六本木）
- Girl's Bomb!! in TAIWAN（2月5日、台湾・花漾hana展演空間）
- JAPAN EXPO THAILAND 2017（2月10日、バンコク）[186]
- ニコニコ超会議2017「超音楽祭2017」（4月29日 - 30日、幕張メッセ）
- @JAM 2017（5月27日、Zepp DiverCity Tokyo）
- OTODAMA SEA STUDIO 2017（8月18日、神奈川県・三浦海岸）
- 毎日がクリスマス2017（12月21日、横浜赤レンガ倉庫）

2018年
- HOT WAVE 推し事祭2018〜みなさん、お久しぶりの推し事ですよ！春〜（3月24日、埼玉県・ウェスタ川越大ホール）
- ニコニコ超会議2018「超音楽祭2018」（4月28日 - 29日、幕張メッセ）
- DJダイノジ presents「ジャイアンナイト優勝博覧会〜ジャイアン生誕祭〜」（6月15日オールナイト、川崎CLUB CITTA'）
- OTODAMA SEA STUDIO 2018（8月13日、神奈川県・三浦海岸）
- 夏の魔物2018 in TOKYO（9月2日、お台場野外特設会場）

2019年
- JAPAN EXPO THAILAND 2019（1月25日、バンコク）
- DJダイノジ円形PARTY「優勝博覧会2019」（6月28日オールナイト、川崎CLUB CITTA'）
- YOKOHAMA STAR☆NIGHT RUN 2019（7月6日、横浜赤レンガ倉庫イベント広場）
- OTODAMA SEA STUDIO 2019「NATSUZOME 2019 supported by アイドル横丁 」（8月20日、神奈川県・三浦海岸）

2020年
- ニコニコネット超会議2020夏「超アイドル夏フェス〜自宅が最前列 双方向で楽しもう〜」（8月15日、配信）
- @JAM ONLINE FESTIVAL 2020（8月24日 - 25日、都内各所より配信）
- TOKYO IDOL FESTIVAL オンライン 2020（10月2日 - 4日、青海・お台場地区より配信）

2021年
- IDOL CONTENT EXPO supported byダイキサウンド 〜もう出来ないのか幕張!?過去最大級SP!!!〜（5月2日、品川インターシティホール）[373]
- NEO IDOL LEGION supported by TALE（5月20日、Zepp Haneda）[374]
- YATSUI FESTIVAL! 2021（6月19日、duo MUSIC EXCHANGE）[375]
- ZAWA Fes.2021（7月18日、ジャパンパビリオン ホールA）[376]
- TOKYO MX GirlsPopParadise（8月15日、新宿文化センター 大ホール）[377]
- MARQUEE祭 Vol.104（8月19日、渋谷TSUTAYA O-EAST）[378]
- コトネの日（9月11日、中野サンプラザホール）[379]
- ODYSSEY PRESENTS MIXTURE★POP（10月3日、LANDMARK HALL）[380]
- SACO FES DX（11月28日、豊洲PIT）[381]
- Girl's Bomb!! 年末DX（12月5日、Zepp Tokyo）[382]
- 1日遅れのX’masだよ！六本木アイドルフェスティバル（12月26日、EXシアター六本木）[383]

2022年
- H.I.P. presents GIG TAKAHASHI 2（3月1日、Zepp Haneda）[384]
- スカポンフェス！（3月25日、EXシアター）[385]
- SUPER MAWA LOOP OSAKA 2022（5月8日、大阪なんばHatch他）[386]
- DIAMOND FES2022 GIRLS EDITION ZERO（5月10日、KT Zepp Yokohama）
- YATSUI FESTIVAL! 2022（6月19日、duo MUSIC EXCHANGE）
- エモフェス2022 伝説の雷舞-温虎知新-（9月24日、新宿ReNY）[387]
- MISAKI IDOL FES（10月8日・9日、大阪府みさき公園特設ステージ）[388]
- ギュウ農フェス 秋のSP2022 お台場2days - Field of Dreams -（10月15日・16日、東京都お台場地区 夢の広場）[389]
- @JAM MEETS 〜オールナイトスペシャル〜 vol.6（11月25日、川崎クラブチッタ）

2023年
- ニューイヤーだよ！六本木アイドルフェスティバル（1月7日、EXシアター六本木）[390]
- スカパー!カケルフェス! アップアップガールズ（仮）×わーすた スペシャルゲスト:さゆべえ（2月4日、よみうりランド日テレらんらんホール）[391]

2024年
- 謹賀新年！アイドル初夢ライブ supported by @JAM（1月2日、ZeppDiverCity）[392]
- 新スカパー！アイドルフェス〜冠番組をかけたアプガ決戦〜（1月11日、新宿ロフト）[393]
- カーボンニュートラルを考える2024 by SATOYAMA＆SATOUMI movement（3月30日・31日、幕張メッセ）[394]
- UP-T presents かがやきフェス2024（9月7日、金沢市本多の森 北電ホール他）[395]
- miniTIF vol.100「mini TIF 100回記念SP!! 3DAYS」（10月12日、GARDEN新木場FACTORY）[396]
- YBSよっちゃばれfestival（11月10日、甲府市舞鶴城公園）[397]

## 出演

### テレビ
- アップアップガールズ（仮）（2011年4月 - 2015年6月、アイドル専門チャンネルPigoo）[87][398]
- カミスン!（2012年3月26日、TBSテレビなど）[399] - iカメラワークの紹介[400]
- 新進気鋭（2012年8月4日、日本テレビ） - グループとして初の地上波での歌（アッパーカット!）パフォーマンスとされている[401]。
- 戦国鍋TV 〜なんとなく歴史が学べる映像〜（2012年8月18日 - 9月1日、テレビ神奈川・千葉テレビ放送・テレビ埼玉・サンテレビジョン 他） - 7人組女性ユニット『時代劇少女 奥カラ』としての出演[402][403]。
- ゲイジツ野郎（2012年10月8日、フジテレビ）- キュビズムレボリューション/アヴィニョン娘。[404]
- 春のドラマ特別企画『母。わが子へ』（2013年3月31日、TBS系列各局） - アイドルグループ 役[405]
- HOT WAVE（2013年3月27日 - 出演多数、テレビ埼玉）
- アイドルお宝くじ（2014年10月11日[406] - 2015年2月7日[407]・2015年10月17日[408] - 2016年1月9日[409]など、テレビ朝日等）
- ホノルル駅伝＆音楽フェス2015〜Run & Fun〜（2015年6月21日、BS朝日）[410]
- The Girls Live（テレビ東京） - 2016年〜放送終了まで準レギュラー[411]
- アイドルお宝くじ特別編 アップアップガールズ（仮）　武道館超決戦直前5時間SP（2016年11月6日、テレ朝チャンネル1）[412]
- アイドルチャンピオンボウリング（2016年11月22日、2017年4月18日・9月26日、2021年10月12日、フジテレビONE）
- 浜ちゃんが!（2016年12月15日、日本テレビ）[413]
- アップアップガールズ（仮）の生き様 武道館＆2期オーディション全部見せちゃいますSP（2017年3月24日、テレ朝チャンネル1）[414]
- 『ぷっ』すま（2017年2月11日 - 18日、テレビ朝日）[415]
- 芸能人が本気で考えた！ドッキリGP（2017年8月5日、2019年1月12日・2月23日、フジテレビ）
- アップアップガールズ（仮）『これが私達の生きる道』4時間SP（2017年11月18日、テレ朝チャンネル1）[416]
- Love music（2019年7月14日、2021年8月8日、フジテレビ）
- @JAM TV powered by LIVE DAM Ai（2019年9月29日、2020年1月12日・6月28日、日テレプラス）
- アップアップガールズ（仮）FIVE SOUL FOREVER 完全版（2021年1月31日、テレ朝チャンネル1）[417]
- 前略、大とくさんプレゼンツ おウチ時間が音楽で楽しくな〜るTV（2021年6月19日、中京テレビ放送）[418]
- スカポンフェス！(2022年3月25日、BSスカパー!)[419]
- ポテンシャル研究所（2022年7月12日、日本テレビ）[420]

### ラジオ
- アップアップガールズ（仮）のRoad to 武道館ラジオ!（2016年10月7日 - 2016年11月11日、ラジオ日本）- 『60TRY部』内のコーナー[421]
- アップアップガールズ（仮）のガチアゲフィーバー（2016年11月18日 - 2022年3月18日、毎週金曜日、ラジオ日本）- 『60TRY部』内のコーナー[235]
- アップアップガールズ（仮）のシブヤ×アプガ（2017年4月11日 - 6月27日、Shibuya Cross-FM）[422]

### ネット配信
- 上々少女's（2012年1月25日 - 2015年3月26日[423]、毎週水曜日配信[424]、テレ朝動画）[425]
- アップアップガールズ（仮）のオールナイトニッポンモバイル（2013年5月29日 - 2017年3月15日、毎週水・木曜日配信、ニッポン放送モバイル1242・Radital）[426]
- アップアップガールズ（仮）のオールナイトニッポンi（2017年9月5日 - 2019年3月19日、オールナイトニッポンi ）[427]
- アップアップガールズ（仮）の戦場（仮）（2014年5月13日[151] - 2025年4月15日[428]、毎週火曜日配信、SHOWROOM）[429]

### WEB連載
- アップアップガールズ（仮）バトルリレー 1st season（2011年6月9日 - 2011年9月15日、ワニブックス＠モバイル）
  - 雑誌『UTB』でのソログラビア掲載を目指す戦い[430]。アクセス数1位の関根が11月発売の『UTB+』vol.5に掲載された[431][432]。
- アップアップガールズ（仮）バトルリレー 2nd season（2011年12月 - 2012年2月、ワニブックス＠モバイル）
  - 関根を除く6名の戦い[433]。仙石が1位となり[434]、2012年4月発売の『UTB』vol.208に掲載された[435]。

### CM
- 剣と魔法のログレス（2016年5月[436]、マーベラス）[437]

### キャンペーン
- とくとくBB公式サポーター（仮）（2012年12月 - 2013年2月[438]、GMOインターネット）[439]
- ローソン「ジモドルフェスタ」キャンペーン（2013年6月 - 、関東甲信越ローソン各店） - 6月15日には練馬春日二丁目店にて一日店長[440]。
- カプリコクイーン決定戦!!! 2013（2013年11月 - 12月、江崎グリコ・フジテレビ） - ジャイアントカプリコ＜いちご＞のコラボパッケージ発売[441][442]
- ARROWS × アップアップガールズ（矢） CALL!アプガCALL! キャンペーン（2015年5月 - 7月、富士通）[443][444]
- YOSAKOIソーラン祭り「応援アイドル」(2015年6月[445]・2016年6月[446]）
- ソニーアクションカム「Japan Dream Road」プロジェクト（2014年8月、ソニーマーケティング）[447]- 富士スバルライン実況ライド
- アヴァベル総選挙（2015年6月 - 7月、アソビモ）[448][449]
- 「国勢調査2015」公式応援団（2015年4月 - 9月、総務省）[450][451]
- おかやま晴れの国大使（仮）（2015年11月 - 、岡山県） - 岡山県のキャンペーン『もんげー岡山!』の第3弾として、アップアップガールズ（仮）が「もんげー岡山!ダンスプロジェクト」を実施[452]。具体的には、楽曲「もんげー岡山!ダンスバージョン」の振付をメンバー自身が考え、プロモーションビデオを作成し公開した[453]。
- ローソン公認つばめ女子（2016年3月22日 - 4月11日、ローソン） - 東京都限定「東京ヤクルトスワローズ×ローソン つばめ進化応援キャンペーン」のキャンペーンキャラクター[454]。6月4日には明治神宮野球場でミニライブ・始球式を行った[455]。

### 学園祭
- アイドルのすゝめ in 早稲田祭「アップアップガールズ（仮）のすゝめ」（2014年11月1日、早稲田大学 15号館202教室）
- 第49回かまた祭（2014年11月1日、日本工学院専門学校 3号館片柳記念ホール）
- 日本大学芸術学部 芸術祭（2014年11月3日、日本大学芸術学部）
- 明治学院大学横浜キャンパス30周年記念フィナーレライヴ（2015年12月23日、学内チャペル）
- 明治学院大横浜キャンパス戸塚まつり「チャリティ・ライヴ-☆PEACE &CLEAN-」（2016年5月28日、720番教室）
- 東京薬科大学学園祭「東薬祭 LIVE 2016」（2016年10月29日、学内体育館）
- 明治学院大横浜キャンパス戸塚まつり「チャリティ・ライヴ TOTSU凸フェス2018」（2018年5月27日、720番教室）
- 明治学院大横浜キャンパス戸塚まつり「チャリティ・ライヴ TOTSU凸フェス2018」（2019年5月26日、720番教室）
- NEWTOWN2019（2019年10月19日、デジタルハリウッド大学八王子制作スタジオ・多摩市パルテノン大通り）
- 江戸川大学2020年度「オンライン駒木祭」EDOGAWA FES（2020年11月3日、江戸川大学公式Youtubeチャンネル）

### アプリケーション
- iカメラワーク（2012年4月6日、TBSテレビ）[456]

## 書籍
- 背景資料集1 学校・教室（マンガ×アニメ これ1冊!）（2012年6月20日、パイインターナショナル）ISBN 978-4756242334
  - 佐藤・佐保・関根・新井掲載[457]
- RUN! アプガ RUN!（仮）（2013年5月31日、音楽出版社、撮影：SUSIE）ISBN 978-4861711077
  - 「1stドキュメント・フォトブック」という位置付けで、TOWER RECORDS Presents アップアップガールズ（仮）対バン行脚（仮）・アップアップガールズ（仮） 3rd LIVE 横浜BLITZ大決戦（仮）の写真が収録されている[458]。また「メンバー・ソロ・インタビュー」（約3万字）等も収録されている[459]。
- “7 LIVES” アップアップガールズ（仮）の生き様（仮） UP UP GIRLS kakko KARI official documentary book（2017年1月30日、KADOKAWA、取材・文：土屋恵介[460]）[461] ISBN 978-4048959315
  - アップアップガールズ（仮）が日本武道館公演を行ったことを契機として出版された公式ドキュメント本[461]。文字数は約10万字[462]。
- アイドルに捧げた青春 〜アップアップガールズ（仮）の真実〜（2017年8月18日、竹書房、著：小野田衛）[463] ISBN 978-4-8019-1027-0
  - 雑誌『Top Yell』の連載「ハロプロになれなかった7人の青春群像 なぜそれでも少女たちはアイドルを目指すのか?〜真説・アップアップガールズ（仮）物語〜」に加筆・修正を行って書籍化したもの[464]。

### 雑誌連載
- Top Yell「アップアップガールズ（仮）の学んでみた」（2012年1月号 - 2015年1月号、竹書房）[465][466] - トップアイドルを目指すために、ゲストを招いて様々なことを学んでいく連載
- アニカンRヤンヤン!!「ヤンヤン!! コラムストリート」（2013年4月(vol.5) - 、エムジーツー）[467]
- Top Yell「ハロプロになれなかった7人の青春群像 なぜそれでも少女たちはアイドルを目指すのか?〜真説・アップアップガールズ（仮）物語〜」（2015年1月号 - 2017年1月号）[63][468][469]

## UFZS
UFZS（ゆーえふじーえす）は、女性自身がプロデュースする日本のK-POPカバーダンスグループ。女性アイドルグループ『アップアップガールズ（仮）』としても活動している。グループ名は、所属事務所の頭文字である「UF」と、韓国語の「自身」のローマ字の頭文字である「ZS」を組み合わせたものである。
2010年、女性自身副編集長（当時）の田原章雄は、日本でK-POPカバーダンスイベントを開催した際、K-POPが日本の音楽界で流行するという確信を持っていた。そこで田原が日本の芸能事務所にK-POPのカバーダンスチームを立ち上げる意思があるかどうか打診したところ、アップフロントが「まずは5人で、いずれは7人でやってみたい」と具体的に返答し『UFZS』として活動することが決まった。
2011年2月22日、ハロプロエッグの研修課程を修了したメンバー5名、古川・森・佐藤・関根・新井によりUFZSが結成された。同年5月1日、アップフロントガールズ（仮）のイベント内でステージデビューし、5月17日に仙石・佐保の2名がメンバーとして加わり、以降7名で活動している。UFZSのメンバーはアップアップガールズ（仮）のメンバーと同一になった。2012年8月14日には、古川がリーダーとなることが発表された。
2020年12月11日、最後の動画がアップロードされた。

## UP UP NEW AGE ネオアゲ
2025年3月9日に発足したアップアップガールズのメンバー養成制度。ネオアゲのメンバーをブライツと称し、一定の養成期間を経て各グループに所属、もしくは新グループを結成することとなる。

### ブライツ
| 名前   | 生年月日（年齢）       | 身長  | 合格回 | 加入日       | 所属先                     | 備考 |
| ------ | ---------------------- | ----- | ------ | ------------ | -------------------------- | ---- |
| MINA   | 2001年6月16日（24歳）  | 160cm | 第1回  | 2025年3月9日 | アップアップガールズ（仮） |      |
| AYAKA  | 2001年8月17日（24歳）  | 154cm | 第1回  | 2025年3月9日 |                            |      |
| MARIN  | 2001年10月20日（23歳） | 155cm | 第1回  | 2025年3月9日 | アップアップガールズ（仮） |      |
| RURINA | 2004年8月5日（21歳）   | 162cm | 第1回  | 2025年3月9日 |                            |      |
| IROHA  | 2004年12月31日（20歳） | 150cm | 第1回  | 2025年3月9日 |                            |      |

### ネオアゲオーディション
募集の詳細は、専用サイトにて公開される。
- 応募期間：各回ごとに設定
- 応募資格
  - 募集終了時点で13歳以上の女性
  - 芸能プロダクション等の芸能活動を行う団体に所属及び契約等をしていないこと。所属先に許可を得て参加し合格後に契約が変更できること[479]。